# Пашова къща (Мелник)
Пашовата, Ибрахимбеговата или Бейската къща е възрожденска къща, паметник на културата в град Мелник, типичен представител на мелнишката къща. В 1968 година в сградата е настанен историческият музей на града, който се помещава тук до началото на 90-те години на ХХ век, когато къщата е реституирана.
Комплексът от сгради е изграден в голям терасиран двор, на южен скат, спускащ се стръмно към Мелнишкото дере, в началото на XIX век за Ибрахим бей и се е състоял от две жилищни сгради – харемлък за жените и селямлък за мъжете, свързани с малка постройка хазна и стопански сгради. Запазен е само харемлъкът, който е наричан и Пашова къща, по името на последния собственик.
Къщата е триетажна и се състои от приземие, междинен и жилищен етаж. Приземието е каменно и било открито към двора. Вътрешна стълба води към междинния етаж, който е с малки прозорци и днес е разделен на малки офиси. Над него жилищният етаж е значително по-висок и е с паянтов градеж. От юг има три стаи, силно издадени еркерно, чиито подови нива на раздвижени. Таваните са с фини, резбовани с растителни мотиви профили. Камините са украсена с щукатура. На север са кухнята и хамамът, а помещението на запад днес го няма. Стрехите са обшити. От години наред къщата се руши.